# Mundial de Tenis Femenino do Interior 2 2013
Il Mundial de Tenis Femenino do Interior 2 2013 è stato un torneo di tennis facente parte della categoria ITF Women's Circuit nell'ambito dell'ITF Women's Circuit 2013. Il torneo si è giocato a Campinas in Brasile dall'8 al 14 luglio 2013 su campi in terra rossa e aveva un montepremi di $25,000.

## Vincitrici

### Singolare
María Irigoyen ha battuto in finale  Verónica Cepede Royg con il punteggio di 6–2, 6–2

### Doppio
Verónica Cepede Royg /  Adriana Pérez hanno battuto in finale  Florencia Molinero /  Carolina Zeballos con il punteggio di 6–0, 6–1